# Prix Balzan
Pour les articles homonymes, voir Balzan (homonymie).
Le prix Balzan est un prix international dans les domaines des sciences, de la culture et de l'action humanitaire.

## La Fondation internationale Balzan
La Fondation Balzan fut créée par Angela Lina Balzan (1892-1957), fille du journaliste et financier, copropriétaire du Corriere della Sera, Eugenio Balzan (1874-1953). Son but est d'encourager, dans le monde entier, les actes scientifiques et culturels ainsi que l'engagement humanitaire en faveur de la paix et de la fraternité entre les peuples, sans aucune considération de nationalité, de race ou de religion.
Chaque année, la Fondation internationale Balzan remet les prix Balzan à l'occasion d'une cérémonie organisée alternativement à Berne et à Rome. Depuis 1961, la Fondation a honoré 112 personnalités et organisations d'entraide en leur remettant le prix Balzan et versé plus de 56 millions de francs suisses.
La Fondation internationale Balzan repose sur deux fondations juridiquement indépendantes :
- la Fondation internationale Balzan « Fonds » à Zurich
- la Fondation internationale Balzan « Prix » à Milan

## Le prix Balzan
Le montant annuel des prix est de 3 millions de francs suisses pour les sciences humaines et sociales, l'art, la physique, les mathématiques, les sciences naturelles et la médecine. Contrairement à d'autres fondations, la Fondation Balzan détermine chaque année les domaines primés.
Chaque prix est doté de 750 000 francs suisses, dont la moitié doit être dévolue par chaque lauréat à des projets de recherches menés par de jeunes scientifiques. Tous les trois à sept ans, un prix spécial de 1 million de francs suisses est attribué pour l'humanité, la paix et la fraternité entre les peuples.

## Liste des lauréats
| Années 1960 1961 Fondation Nobel ( Suède ), humanité, paix et fraternité entre les peuples 1962 Andreï Kolmogorov ( Union soviétique ), mathématiques Karl von Frisch ( Autriche ), biologie Paul Hindemith ( Allemagne ), musique Jean XXIII ( Italie ), humanité, paix et fraternité entre les peuples Samuel Eliot Morison ( États-Unis ), histoire | Années 1970 1978 Mère Teresa de Calcutta ( Inde ), humanité, paix et fraternité entre les peuples 1979 Ernest Labrousse et Giuseppe Tucci ( France / Italie ), histoire Jean Piaget ( Suisse ), sciences sociales et politiques Torbjörn Caspersson ( Suède ), biologie |
| Années 1980 1980 Enrico Bombieri ( Italie ), mathématiques Hassan Fathy ( Égypte ), architecture et urbanisme Jorge Luis Borges ( Argentine ), philologie, linguistique et critique littéraire 1981 Dan Peter McKenzie , Drummond Matthews et Frederick Vine ( Royaume-Uni ), géologie et géophysique Josef Pieper , ( Allemagne ), philosophie Paul Reuter ( France ), droit public international 1982 Jean-Baptiste Duroselle ( France ), sciences sociales Kenneth Vivian Thimann ( Royaume-Uni - États-Unis ), botanique pure et appliquée Massimo Pallottino ( Italie ), sciences de l'antiquité 1983 Edward Shils (en) ( États-Unis ), sociologie Ernst Mayr ( Allemagne - États-Unis ), zoologie Francesco Gabrieli (en) ( Italie ), études orientale 1984 Jan Hendrik Oort ( Pays-Bas ), astrophysique Jean Starobinski ( Suisse ), histoire et critique littéraires Sewall Wright ( États-Unis ), génétique 1985 Ernst Gombrich ( Autriche - Royaume-Uni ), histoire de l'art occidental Jean-Pierre Serre ( France ), mathématiques 1986 Jean Rivero ( France ), droits humains fondamentaux Otto Neugebauer ( Autriche - États-Unis ), histoire des sciences Roger Revelle ( États-Unis ), océanographie / climatologie Haut Commissariat des Nations unies pour les réfugiés ( ONU ), humanité, paix et fraternité entre les peuples 1987 Jerome Seymour Bruner ( États-Unis ), psychologie humaine Phillip V. Tobias ( Afrique du Sud ), anthropologie physique Richard W. Southern ( Royaume-Uni ), histoire médiévale 1988 Michael Evenari et Otto Ludwig Lange (de) ( Israël / Allemagne ), botanique appliquée René Étiemble ( France ), littérature comparée Shmuel Eisenstadt ( Israël ), sociologie 1989 Emmanuel Lévinas ( France - Lituanie ), philosophie Leo Pardi (en) ( Italie ), éthologie Martin John Rees ( Royaume-Uni ), astrophysique | Années 1990 1990 James Freeman Gilbert ( États-Unis ), géophysique Pierre Lalive d'Épinay ( Suisse ), droit international privé Walter Burkert ( Allemagne ), étude du monde antique (Méditerranée) 1991 Abbé Pierre ( France ), humanité, paix et fraternité entre les peuples György Ligeti ( Hongrie - Autriche ), musique John Maynard Smith ( Royaume-Uni ), génétique et évolution Vitorino Magalhães Godinho ( Portugal ), histoire : l'émergence de l'Europe aux XV e et XVI e siècles 1992 Armand Borel ( Suisse - États-Unis ), mathématiques Ebrahim M. Samba (de) ( Gambie ), médecine préventive Giovanni Macchia ( Italie ), histoire et critique littéraires 1993 Jean Leclant ( France ), art et archéologie du monde antique Lothar Gall ( Allemagne ), histoire : les sociétés des XIX e et XX e siècles Wolfgang H. Berger (en) ( Allemagne - États-Unis ), paléontologie océanographique 1994 Fred Hoyle et Martin Schwarzschild ( Royaume-Uni - Allemagne / États-Unis ), astrophysique (évolution des étoiles) Norberto Bobbio ( Italie ), droit et sciences politiques (les gouvernements et la démocratie) René Couteaux ( France ), biologie (structure cellulaire du système nerveux) 1995 Alan J. Heeger ( États-Unis ), science des nouveaux matériaux non biologiques Carlo Maria Cipolla ( Italie ), histoire économique Yves Bonnefoy ( France ), histoire de l'art et critique d'art (appliquées à l'art européen du Moyen Âge à nos jours) 1996 Arno Borst (de) ( Allemagne ), cultures du Moyen Âge Arnt Eliassen ( Norvège ), météorologie Comité international de la Croix-Rouge ( Suisse ), humanité, paix et fraternité entre les peuples Stanley Hoffmann ( Autriche - États-Unis - France ), sciences politiques : relations internationales contemporaines 1997 Charles Coulston Gillispie ( États-Unis ), histoire et philosophie des sciences Stanley Jeyaraja Tambiah ( Sri Lanka - États-Unis ), anthropologie sociale Thomas Wilson Meade (en) ( Royaume-Uni ), épidémiologie 1998 Andrzej Walicki (en) ( Pologne - États-Unis ), histoire culturelle et sociale du monde slave du règne de Catherine la Grande aux révolutions russes de 1917 Harmon Craig (en) ( États-Unis ), géochimie Robert McCredie May ( Royaume-Uni - Australie ), biodiversité 1999 John Elliott ( Royaume-Uni ), histoire (1500-1800) Luigi Luca Cavalli-Sforza ( Italie - États-Unis ), science des origines humaines Mikhael Gromov ( Russie - France ), mathématiques Paul Ricœur ( France ), philosophie |
| Années 2000 2000 Abdul Sattar Edhi ( Pakistan ), humanité, paix et fraternité entre les peuples Ilkka Hanski ( Finlande ), sciences écologiques Martin Litchfield West ( Royaume-Uni ), antiquité classique Michael Stolleis ( Allemagne ), histoire du droit après 1500 Michel Mayor ( Suisse ), instruments et techniques en astronomie et en astrophysique 2001 Claude Lorius ( France ), climatologie James Sloss Ackerman ( États-Unis ), histoire de l'architecture Jean-Pierre Changeux ( France ), neurosciences cognitives Marc Fumaroli ( France ), histoire et critique littéraires (après 1500) 2002 Anthony Grafton ( États-Unis ), histoire des humanités Dominique Schnapper ( France ), sociologie Walter Jakob Gehring ( Suisse ), biologie du développement Xavier Le Pichon ( France ), géologie 2003 Eric Hobsbawm ( Royaume-Uni ), l'histoire européenne depuis 1900 Reinhard Genzel ( Allemagne ), astronomie infrarouge Serge Moscovici ( France ), psychologie sociale Wen-Hsiung Li (en) ( Taïwan - États-Unis ) génétique et évolution 2004 Colin Renfrew ( Royaume-Uni ), archéologie préhistorique Communauté de Sant'Egidio , humanité, paix et fraternité entre les peuples Michael Marmot ( Royaume-Uni ), épidémiologie Nikki R. Keddie (en) ( États-Unis ), le monde islamique de la fin du XIX e siècle à la fin du XX e siècle Pierre Deligne ( Belgique ), mathématiques 2005 Lothar Ledderose (en) ( Allemagne ), histoire des arts asiatiques Peter Hall ( Royaume-Uni ), histoire sociale et culturelle des villes depuis le début du XVI e siècle Peter Grant et Rosemary Grant ( Royaume-Uni / États-Unis ), biologie des populations Russell J. Hemley (États-Unis) et Ho-Kwang Mao (en) ( États-Unis / Chine ), physique minérale 2006 Ludwig Finscher ( Allemagne ), histoire de la musique occidentale après 1600 Quentin Skinner ( Royaume-Uni ), pensée politique : histoire et théorie Andrew Lange et Paolo de Bernardis ( États-Unis / Italie ), astronomie et astrophysique Elliot Meyerowitz (en) ( États-Unis ) et Christopher R. Somerville (en) ( Canada ), génétique moléculaire des plantes 2007 Sumio Iijima ( Japon ), nanoscience Bruce A. Beutler et Jules A. Hoffmann ( États-Unis / France ), immunité innée Michel Zink ( France ), littérature européenne (1000-1500) Rosalyn Higgins ( Royaume-Uni ), le droit international après 1945 Karlheinz Böhm ( Autriche ), humanité, paix et fraternité entre les peuples 2008 Wallace S. Broecker ( États-Unis ), science du changement climatique Maurizio Calvesi ( Italie ), arts figuratifs depuis 1700 Ian H. Frazer ( Australie ), médecine préventive, vaccination incluse Thomas Nagel ( États-Unis - Serbie ), philosophie morale 2009 Terence Cave ( Royaume-Uni ), littérature à partir de 1500 Michael Grätzel ( Suisse - Allemagne ), science des matériaux nouveaux Brenda Milner ( Canada - Royaume-Uni ), neurosciences cognitives Paolo Rossi Monti ( Italie ), histoire des sciences | Années 2010 2010 Manfred Brauneck (de) ( Allemagne ), histoire du théâtre Carlo Ginzburg ( Italie ), histoire de l'Europe (1400-1700) Jacob Palis ( Brésil ), mathématiques (pures et appliquées) Shinya Yamanaka ( Japon ), cellules souches (biologie et applications potentielles) 2011 Peter Brown ( Irlande ), histoire ancienne ( monde gréco-romain ) Bronisław Baczko ( Pologne - Suisse ), histoire des Lumières , Jean-Jacques Rousseau et la Révolution française Russell Scott Lande (en) ( États-Unis - Royaume-Uni ), biologie fondamentale et bio-informatique Joseph Ivor Silk ( États-Unis - Royaume-Uni ), débuts de l'univers (du temps de Max Planck aux premières galaxies) 2012 David Baulcombe ( Royaume-Uni ), épigénétique Ronald Dworkin ( États-Unis ), théorie et philosophie du droit Kurt Lambeck ( Australie ), sciences de la terre solide Reinhard Strohm ( Allemagne ), musicologie 2013 Alain Aspect ( France ), informatique et communication quantiques Manuel Castells ( Espagne ), sociologie Pascale Cossart ( France ), maladies infectieuses : recherches fondamentales et aspects cliniques André Vauchez ( France ), histoire du Moyen Âge 2014 Mario Torelli ( Italie ), archéologie classique Ian Hacking ( Canada ), épistémologie et théorie de la connaissance G. David Tilman (en) ( États-Unis ), écologie des plantes : aspects fondamentaux et/ou appliqués Dennis Sullivan ( États-Unis ), mathématiques (pures ou appliquées) 2015 Hans Belting ( Allemagne ), histoire de l'art européen (1300-1700) Joel Mokyr ( Pays-Bas - États-Unis - Israël ), histoire économique Francis Halzen (en) ( Belgique - États-Unis ), physique des astroparticules, y compris les neutrinos et l'observation des rayons gamma David Michael Karl ( États-Unis ), océanographie 2016 Piero Boitani (en) ( Italie ), littérature comparée Reinhard Jahn (de) ( Allemagne ), neurosciences moléculaires et cellulaires, y compris les aspects neurodégénératifs et du développement Federico Capasso (en) ( Italie - États-Unis ), photonique appliquée 2017 Aleida et Jan Assmann ( Allemagne ), études sur la mémoire collective Bina Agarwal (en) ( Inde ), études de genre James Allison et Robert D. Schreiber (en) ( États-Unis ), approches immunologiques dans la thérapie du cancer Michaël Gillon ( Belgique ), planètes du système solaire et les exoplanètes Robert O. Keohane ( États-Unis ), relations internationales , histoire et théorie (Prix Balzan 2016) 2018 Éva Kondorosi ( Hongrie - France ), écologie chimique Detlef Lohse ( Allemagne ), dynamique des fluides Jürgen Osterhammel (en) ( Allemagne ), histoire mondiale Marilyn Strathern ( Royaume-Uni ) anthropologie sociale Terre des hommes ( Suisse ), humanité, paix et fraternité entre les peuples 2019 Jacques Aumont ( France ), études cinématographiques Michael Cook ( États-Unis - Royaume-Uni ), études islamiques Luigi Ambrosio ( Italie ), théorie des équations aux dérivées partielles Groupe de recherche du Centra allemand pour la recherche pulmonaire DZL : Klaus F. Rabe , Werner Seeger , Erika von Mutius , Tobias Welte ( Allemagne ), pathophysiologie de la respiration : des sciences de base au lit du patient |
| Années 2020 2020 Joan Martínez Alier (es) ( Espagne ), défis environnementaux : les réponses des sciences sociales et humaines Jean-Marie Tarascon ( France ), défis environnementaux : science des matériaux pour les énergies renouvelables Antônio Augusto Cançado Trindade ( Brésil ), droits humains Susan Trumbore ( Allemagne - États-Unis ), dynamique du système terrestre. 2021 Giorgio Buccellati (en) ( Italie ) et Marilyn Kelly-Buccellati (en) ( États-Unis ), art et archéologie du Proche-Orient ancien Alessandra Buonanno ( Italie - États-Unis ) et Thibault Damour ( France ), gravitation : aspects physiques et astrophysiques Saul Friedländer ( France - Israël - États-Unis ), études sur la shoah et le génocide Jeffrey I. Gordon ( États-Unis ), microbiome dans santé et maladie. 2022 Philip V. Bohlman ( États-Unis ), ethnomusicologie Dorthe Dahl-Jensen ( Danemark ) et Johannes (Hans) Oerlemans (nl) ( Pays-Bas ), glaciation et dynamique de la calotte glaciaire [ 1 ] Robert S. Langer ( États-Unis ), biomatériaux pour la nanomédecine et l'ingénierie tissulaire Martha C. Nussbaum ( États-Unis ), philosophie morale. 2023 David Damrosch (en) ( États-Unis ), littérature mondiale [ N 1 ] Heino Falcke ( Pays-Bas - Allemagne ), images à haute résolution : des objets planétaires aux objets cosmiques [ N 2 ] Jean-Jacques Hublin ( France ), évolution humaine : paléoanthropologie [ 2 ] , [ N 3 ] Eske Willerslev (en) ( Danemark ), évolution humaine : ADN ancien et évolution humaine [ N 4 ] | |